# The Carol Burnett Show
The Carol Burnett Show es una comedia de sketch estadounidense que se emitió originalmente en CBS desde el 11 de septiembre de 1967 hasta el 29 de marzo de 1978, con 279 episodios, y nuevamente con nueve episodios en el otoño de 1991.
Protagonizada por Carol Burnett , Harvey Korman , Vicki Lawrence y Lyle Waggoner . En 1975, la estrella invitada frecuente Tim Conway se convirtió en habitual después de que Waggoner dejara la serie. En 1977, Dick Van Dyke reemplazó a Korman, pero se acordó que no era compatible y se fue después de 10 episodios.

## Antecedentes
Para 1967, Carol Burnett había sido una popular veterana de la televisión durante 12 años, habiendo hecho sus primeras apariciones en 1955 en The Paul Winchell Show y la comedia de situación Stanley protagonizada por el comediante Buddy Hackett . En 1959, se convirtió en miembro regular del elenco de apoyo en la serie de variedades de CBS-TV The Garry Moore Show. Dejando la serie en la primavera de 1962, se dedicó a otros proyectos en películas, producciones de Broadway y encabezó sus propios especiales de televisión. Burnett firmó un contrato con CBS por 10 años que requería que hiciera dos apariciones como invitada y un especial al año. Dentro de los primeros cinco años de este contrato, tenía la opción de "presionar el botón", una frase que usaban los ejecutivos de programación, y ser puesto al aire en 30 programas de variedades de pago o reproducción de una hora.
Tras discutirlo con su marido Joe Hamilton , en la última semana del quinto año de contrato, Burnett decidió llamar al jefe de CBS Michael Dann y ejercer la cláusula. Dann, explicando que la variedad es un "género de hombres", le ofreció a Burnett una comedia de situación llamada Here's Agnes . Burnett no tenía interés en hacer una comedia de situación y, debido al contrato, CBS se vio obligada a darle a Burnett su propio programa de variedades. 
El programa de variedades popular y de larga duración que resultó no solo estableció a Burnett como una superestrella de la televisión, sino que también convirtió a su elenco de apoyo habitual en nombres familiares. Fue nominada a 70 premios Emmy y ganó 25 veces.

## Lista de estrellas invitadas

### 1 temporada (1967–1968)
- Don Adams (1967-11-27)
- Eddie Albert (1967-09-25)
- Lucille Ball (1967-10-02)
- Ken Berry (1968-01-15)
- Sid Caesar (1967-09-18)
- Art Carney (1968-02-19)
- Diahann Carroll (1967-10-23)
- George Chakiris (1968-01-22)
- Richard Chamberlain (1967-11-13)
- Imogene Coca (1967-10-09)
- Tim Conway (1967-10-02)
- John Davidson (1967-12-11)
- Phyllis Diller (1967-10-16)
- Mike Douglas (1968-01-01)
- Barbara Eden (1967-12-04)
- Nanette Fabray (1967-11-06)
- Ella Fitzgerald (1967-12-25)
- John Gary (1968-02-26)
- Bobbie Gentry (1967-10-16)
- Frank Gorshin (1968-01-08)
- Betty Grable (1968-02-12)
- Jack Jones (1968-03-18)
- Shirley Jones (1968-01-22)
- Lainie Kazan (1967-10-09)
- Richard Kiley (1967-10-23)
- Durward Kirby (1968-02-26)
- Peter Lawford (1968-04-15)
- Gloria Loring (1967-10-02)
- Trini Lopez (1968-01-15)
- Barbara McNair (1968-05-06)
- Liza Minnelli (1967-09-18)
- Garry Moore (1968-02-26)
- Jim Nabors (1967-09-11)
- Leonard Nimoy (1967-12-04)
- Jack Palance (1968-02-05)
- Minnie Pearl (1968-04-15)
- Juliet Prowse (1967-11-20)
- Martha Raye (1967-11-20)
- Lynn Redgrave (1968-01-01)
- Mickey Rooney (1967-12-11)
- Soupy Sales (1968-03-25)
- The Smothers Brothers (1967-10-23)
- Sonny & Cher (1967-11-06)
- Mel Tormé (1968-03-04)
- Lana Turner (1968-01-08)
- Gwen Verdon (1967-10-16)
- Shani Wallis (1968-04-29)
- Lesley Ann Warren (1967-11-27)
- Dionne Warwick (1968-01-29)
- Jonathan Winters (1967-09-25)

### Temporada 2 (1968–1969)

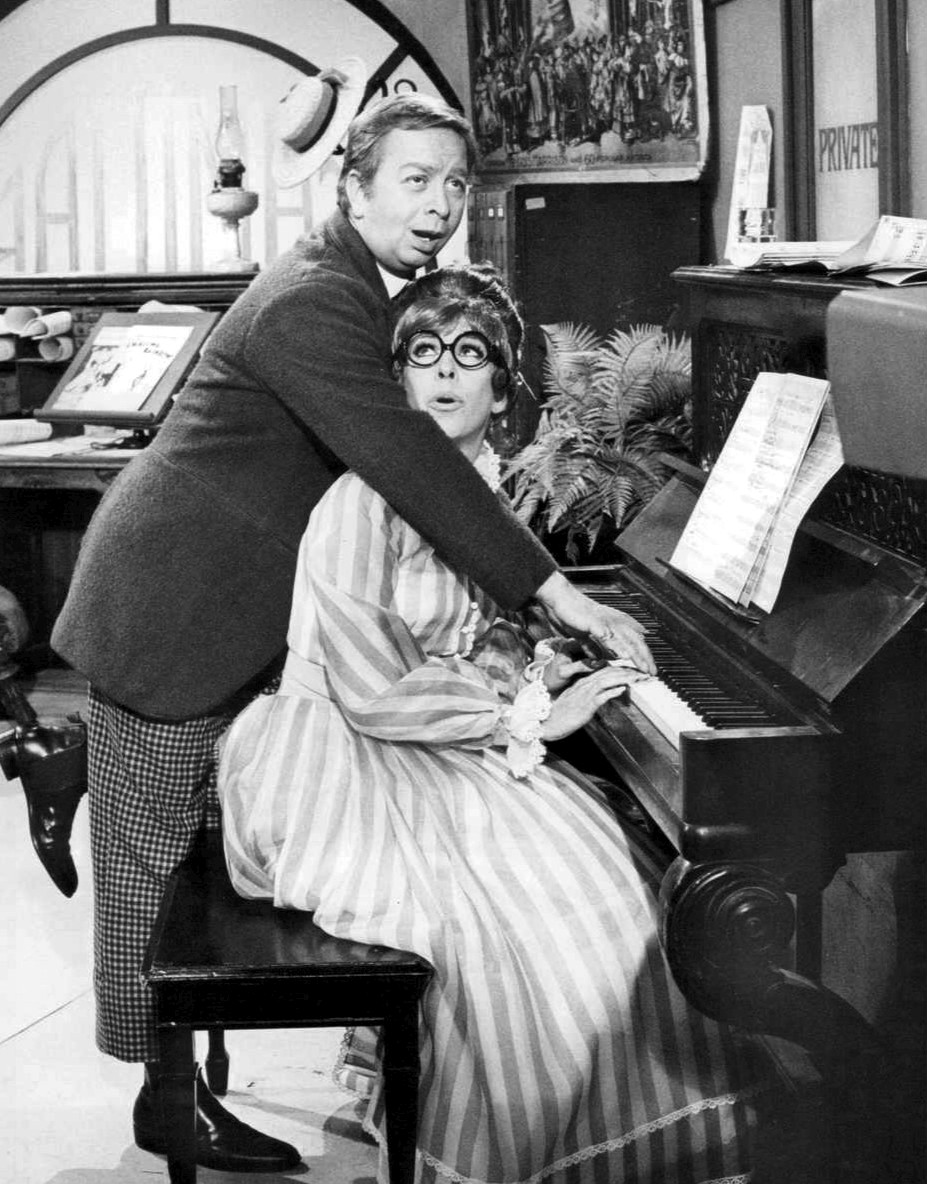
Carol Burnett con Mel Torme, 1969

- Edie Adams (1968-10-21)
- Barbara Bain (1968-09-30)
- Bobbie Gentry (1968-10-14)
- George Gobel (1968-10-14)
- Sergio Bustamante (1969-04-28)
- Vikki Carr (1969-03-31)
- Carol Channing (1968-09-30)
- Barrie Chase (1969-03-24)
- Perry Como (1969-01-20)
- Vic Damone (1968-12-09)
- Mike Douglas (1969-03-17)
- Vince Edwards (1969-02-03)
- Eileen Farrell (1968-12-16)
- George Gobel (1968-10-14)
- Robert Goulet (1969-04-07)
- Emmaline Henry (1968-12-30)
- Bob Hope (1968-12-16)
- Marilyn Horne (1968-12-16)
- Larry Hovis (1969-03-24)
- Martin Landau (1968-09-30)
- Michele Lee (1968-12-02)
- Ross Martin (1969-03-10)
- Ethel Merman (1969-03-03)
- Don Rickles (1968-11-11)
- Chita Rivera (1969-02-03)
- Jimmie Rodgers (1969-06-09)
- Mickey Rooney (1968-12-30)
- Isabel Sanford (1968-09-23)
- Ronnie Schell (1969-03-31)
- Mel Torme (1968-11-11)
- Flip Wilson (1968-12-02)
- Nancy Wilson (1968-11-04)
- Roland Winters (1968-12-30)

### Temporada 3 (1969–1970)
- Pat Boone (1969-11-03)
- George Carlin (1969-11-24)
- Pat Carroll (1970-02-23)
- Jane Connell (1970-03-02)
- Bing Crosby (1969-11-10)
- Barbara Feldon (1970-02-02)
- Merv Griffin (1969-11-17)
- Andy Griffith (1969-11-17)
- Jack Jones (1970-02-23)
- Steve Lawrence (1969-10-06)
- Peggy Lee (1970-03-30)
- Audrey Meadows (1970-01-05)
- Kay Medford (1969-10-20)
- Scoey Mitchell (1969-10-13)
- Donald O'Connor (1969-12-29)
- Bernadette Peters (1969-09-29)
- Ronald Reagan (1970-01-26)
- Joan Rivers (1970-02-02)
- Rowan & Martin
- Kaye Stevens (1970-01-05)
- Edward Villella (1969-10-06)

### Temporada 4 (1970–1971)
- Jim Bailey (1971-02-01)
- Dyan Cannon (1970-11-23)
- Cass Elliot (1970-09-21)
- Totie Fields (1971-02-15)
- David Frost (1971-03-22)
- Eydie Gormé (1970-10-05)
- Rita Hayworth (1971-02-01)
- Jerry Lewis (1971-01-11)
- Michele Lee (1971-01-18)
- Mel Torme (1971-01-18)
- Rich Little (1970-12-28)
- Paul Lynde (1970-11-23)
- Ricardo Montalban (1970-11-02)
- Bob Newhart (1971-02-22)
- Pat Paulsen (1970-09-21)
- Debbie Reynolds (1970-11-30)
- Leslie Uggams (1971-01-11)
- Violette Verdy (1971-01-25)

### Temporada 5 (1971–1972)
- Kaye Ballard (1972-02-16)
- Karen Black (1972-03-22)
- The Carpenters (1971-09-22)
- Ray Charles (1972-01-26)
- Cass Elliot (1971-10-13)
- Dom DeLuise (1971-10-20)
- Diahann Carroll (1971-10-27)
- Shecky Greene (1971-11-24)
- Jack Klugman (1972-03-08)
- Vincent Price (1972-02-09)
- Tony Randall (1972-03-08)
- Burt Reynolds (1972-02-23)

### Temporada 6 (1972–1973)
- Pearl Bailey (1972-10-25)
- Ruth Buzzi (1973-01-20)
- John Byner (1973-02-10)
- Jack Cassidy (1973-01-06)
- Petula Clark (1973-02-10)
- William Conrad (1973-03-17)
- Marty Feldman (1972-09-20)
- Jack Gilford (1972-10-11)
- Joel Grey (1972-10-18)
- Valerie Harper (1973-02-17)
- Paula Kelly (1973-03-10)
- Melba Moore (1972-11-29)
- Anthony Newley (1972-12-16)
- Helen Reddy (1972-09-27)
- Carl Reiner (1972-11-29)
- Paul Sand (1972-10-04)
- Stiller and Meara (1972-11-01)
- Lily Tomlin (1972-11-08)

### Temporada 7 (1973–1974)
- Lucette Aldous (1973-12-08)
- Charo (1973-09-22)
- Richard Crenna (1973-12-15)
- The Jackson 5 (1974-03-16)
- Roddy McDowall (1974-03-16)
- Gloria Swanson (1973-09-29)
- Jack Weston (1973-10-20)

### Temporada 8 (1974–1975)
- Alan Alda (1974-12-21)
- James Coco (1974-09-28)
- Buddy Ebsen (1975-03-08)
- Rock Hudson (1975-02-15)
- Janet Jackson (1975-01-25)
- Alan King (1974-11-02)
- Kenneth Mars (1974-11-09)
- The Pointer Sisters (1974-09-28)
- Wayne Rogers (1975-03-08)
- Telly Savalas (1974-10-12)
- Phil Silvers (1975-03-29)
- Maggie Smith (1974-11-23)
- Jean Stapleton (1975-03-29)
- Sally Struthers (1975-03-22)
- Nancy Walker (1975-02-15)
- Lena Zavaroni (1974-11-02)

### Temporada 9 (1975–1976)
- Sammy Davis Jr. (1975-09-20)
- Emmett Kelly (1976-01-24)
- Shirley MacLaine (1975-10-04)
- Rita Moreno (1976-01-03)
- Dick Van Dyke (1976-02-21)
- Jessica Walter (1975-12-13)
- Betty White (1975-11-22)
- Joanne Woodward (1976-02-14)

### Temporada 10 (1976–1977)
- Glen Campbell (1977-01-15)
- Madeline Kahn (1976-10-16)
- Hal Linden (1977-03-05)
- Neil Sedaka (1977-03-19)
- Dinah Shore (1976-11-13)
- Ben Vereen (1977-02-26)

### Temporada 11 (1977–1978)
- Captain and Tennille (1978-01-28)
- Natalie Cole (1978-02-04)
- Nancy Dussault (1977-10-15)
- Steve Martin (1978-03-04)
- James Stewart (1978-03-29)

## Medios domésticos
El 27 de abril de 2020, ¡Grita! Factory anunció que las 11 temporadas de The Carol Burnett Show estarían disponibles para su visualización a través de su canal de transmisión a partir del 1 de junio de 2020, iniciadas por una maratón de dos días de episodios seleccionados por Burnett. El maratón estaría disponible en Shout! El sitio web de Factory, el canal del dispositivo de transmisión, el canal de Twitch y el canal de YouTube el 30 y 31 de mayo de 2020. Esta es la primera vez que la serie completa estará disponible en una plataforma de transmisión, aunque los episodios en sí están todos editados a 22 minutos, lo que resulta en 30 minutos eliminados de cada episodio.Estos mismos episodios, editados de la transmisión original de 52 minutos a 22 minutos, fueron transmitidos posteriormente por Amazon Prime Video.